# Manpo
Manp'o là một thành phố ở tây bắc tỉnh Changan, Bắc Triều Tiên. Dân số năm 1991 ước khoảng 100.893 người.
Nhiệt độ trung bình trong năm là 6,5 °C; nhiệt độ trung bình tháng 1 là -14,4 °C; còn nhiệt độ trung bình tháng 7 là 23,6 °C. Lượng mưa hàng năm là 947,8mm
Thành phố nằm dọc theo bờ sông Áp Lục.
Manp'o được lập thành thành phố năm 1961.